# 龍運巴士N42A線
龍運巴士N42A線是香港一條大嶼山對外巴士路線，來往東涌站及粉嶺（聯和墟），並途經香港國際機場及機場後勤區。本線只於深宵時段提供服務，為全香港行車里數最長的巴士路線。來回禁止行駛德士古道天橋。

## 歷史
- 2006年7月17日：N42A線投入服務。
- 2011年12月18日：N42A線往東涌鐵路站方向增設安慈路近海寶花園分站[2]。
- 2013年5月1日: N42A線增設暢連路往東涌鐵路站$5.2分段收費[3]。

## 服務時間及班次
- 每日東涌站開：00:20
- 每日粉嶺（聯和墟）開：04:00

## 收費
全程：$31.1
- 過北大嶼山公路後往東涌站：$5.4

| - 本線設有12歲以下小童及65歲或以上長者半價優惠。 - 65歲或以上香港居民使用「樂悠咭」，以及12歲以下合資格殘疾兒童使用「殘疾人士身份」個人八達通繳付車資，均可享有每程$2.0或半價（以較低者為準）的票價優惠；12至64歲合資格殘疾人士使用「殘疾人士身份」個人八達通（包括「樂悠咭」），以及60至64歲香港居民使用「樂悠咭」繳付車資，均可享有每程$2.0或全費（以較低者為準）的票價優惠。 - 65歲或以上長者如使用長者或一般個人八達通繳付車資，則只可享有半價優惠；12至64歲合資格殘疾人士如不使用「殘疾人士身份」個人八達通，以及60至64歲人士如不使用「樂悠咭」繳付車資，必須繳付全費。 - 乘客可以現金或八達通於上車時付款，不設找續。 - 每位成人乘客可免費攜帶最多兩名4歲以下而不佔座位的兒童乘客乘車，超額之4歲以下小童必須繳付小童車費乘車。 - 持有「九巴月票」之乘客在車票有效期內，每日可享最多10程任何九龍巴士及龍運巴士路線（包括本路線，以及聯營路線的九龍巴士／龍運巴士提供的班次；惟乘搭機場「A」及「NA」線則可享原價二七折優惠（不會計算每天10次合資格車程））；而B1線則每日可享最多各2程（不會計算每天10次合資格車程）。 - 九龍巴士、城巴、龍運巴士及陽光巴士全職員工及家屬（不包括外判職員）可免費乘搭本路線，惟必須拍職員或職員家屬八達通。 - 乘客亦可透過多元化電子支付系統（e度嘟）繳付車資，包括使用非接觸式VISA卡、JCB卡、萬事達卡、銀聯卡、美國運通、大來國際、Discover Card、Apple Pay、Google Pay、Samsung Pay、AlipayHK「易乘碼」、支付寶、WeChatHK／微信支付「搭車碼」、銀聯雲閃付「乘車碼」及BOC Pay「乘車碼」。乘客使用此付款方式，使用此支付方式的乘客可享有中途下車之分段收費，以及與其他九巴／龍運獨營路線或聯營線九巴／龍運班次之轉乘優惠，惟不適用於與非九巴／龍運路線之轉乘優惠，亦不能享有「公共交通費用補貼計劃」及「長者及合資格殘疾人士公共交通票價優惠計劃」。 |

## 使用車輛
本線並無固定用車，車輛由小蠔灣車廠（T）派出，主要由S64線抽調車輛行走。

## 行車路線
東涌站開經：達東路、順東路、赤鱲角南路、駿坪路、駿運路、駿運路交匯處、航膳西路、駿運路交匯處、觀景路、東岸路、機場路、暢連路、機場（地面運輸中心）巴士總站、暢連路、暢達路、機場北交匯處、機場路、機場南交匯處、機場路、北大嶼山公路、青嶼幹線、青衣西北交匯處、青衣北岸公路、青荃路、荃青交匯處、德士古道、德士古道北、象鼻山路、城門隧道、城門隧道公路、大埔公路－沙田段、吐露港公路、大埔公路－元洲仔段、廣福道、寶鄉街、寶鄉橋、安祥路、安慈路、大埔中心巴士總站、安慈路、汀角路、大埔太和路、吐露港公路、粉嶺公路、掃管埔路、新運路、上水巴士總站、龍運街、新運路、掃管埔路、百和路、馬會道、新運路、沙頭角公路－龍躍頭段及聯安街。
粉嶺（聯和墟）開經：和泰街、聯安街、沙頭角公路－龍躍頭段、新運路、馬會道、百和路、掃管埔路、新運路、上水巴士總站、龍運街、新運路、掃管埔路、粉嶺公路、吐露港公路、大埔太和路、汀太路、汀角路、安慈路、大埔中心巴士總站、安慈路、安祥路、寶鄉橋、寶鄉街、廣福道、大埔公路－元洲仔段、吐露港公路、大埔公路－沙田段、城門隧道公路、城門隧道、象鼻山路、德士古道北、德士古道、荃青交匯處、青荃路、青衣北岸公路、青衣西北交匯處、青嶼幹線、北大嶼山公路、機場路、暢連路、暢達路、機場北交匯處、機場路、機場南交匯處、機場路、東岸路、觀景路、駿明路、觀景路、駿運路交匯處、航膳西路、駿運路交匯處、駿運路、駿坪路、赤鱲角南路、順東路及達東路。

### 沿線車站

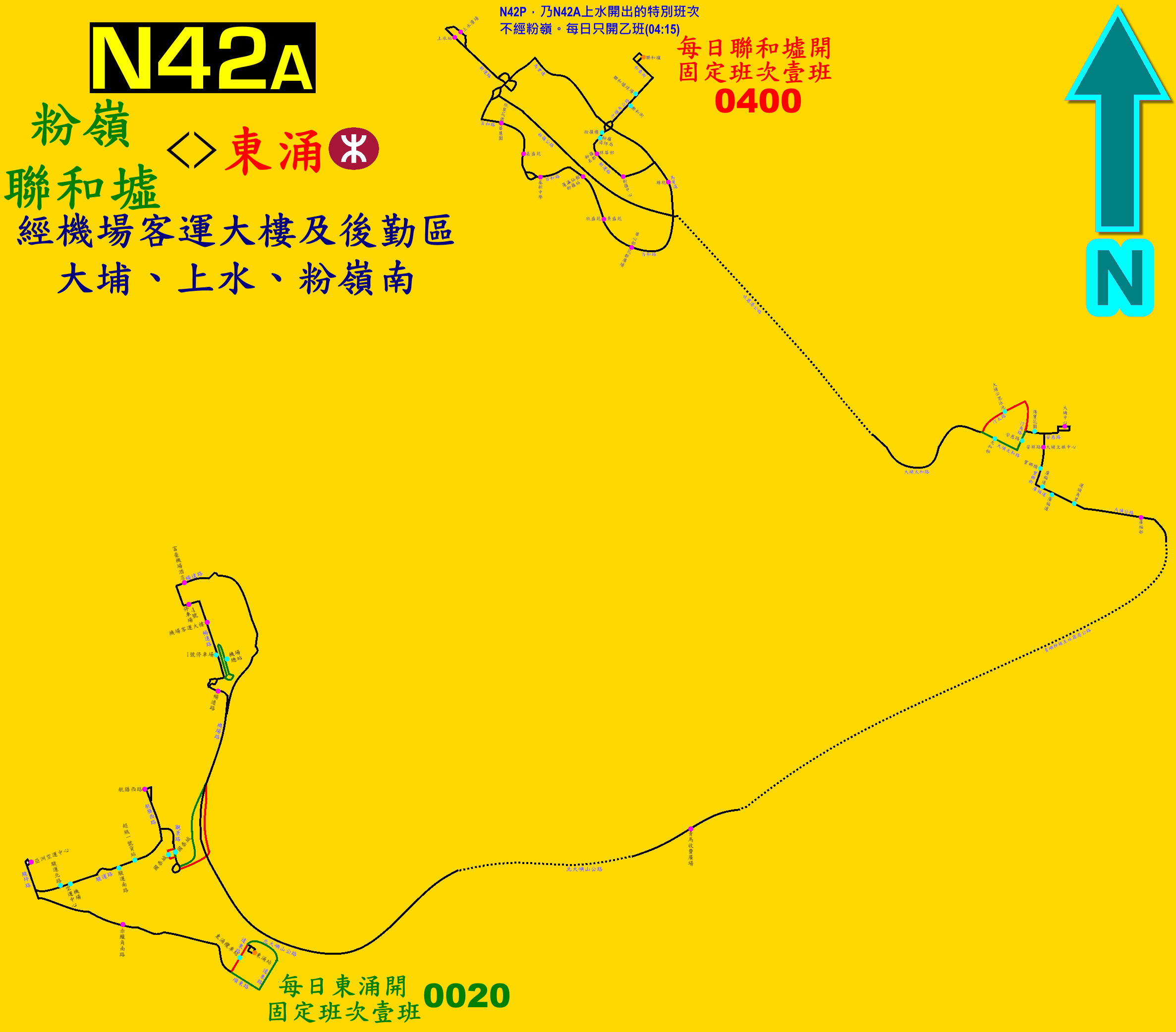
此線的走線圖

| 東涌站開 | 東涌站開             | 東涌站開                     | 粉嶺（聯和墟）開 | 粉嶺（聯和墟）開   | 粉嶺（聯和墟）開     |
| 序號     | 車站名稱             | 位置                         | 序號             | 車站名稱           | 位置                 |
| -------- | -------------------- | ---------------------------- | ---------------- | ------------------ | -------------------- |
| 1        | 東涌站巴士總站       | 東涌站巴士總站               | 1                | 聯和墟巴士總站     | 聯和墟巴士總站       |
| 2        | 赤鱲角南路           | 赤鱲角南路                   | 2                | 樂和街             | 沙頭角公路－龍躍頭段 |
| 3        | 亞洲空運中心         | 駿坪路                       | 3                | 粉嶺消防局         | 沙頭角公路－龍躍頭段 |
| 4        | 駿運北路             | 駿運路                       | 4                | 祥華邨祥頌樓（A1） | 新運路               |
| 5        | 香港空運貨站         | 駿運路                       | 5                | 粉嶺中心           | 新運路               |
| 6        | 航膳西路             | 航膳西路                     | 6                | 塘坑               | 馬會道               |
| 7        | 國泰城               | 觀景路                       | 7                | 花都廣場           | 百和路               |
| 8        | 暢連路               | 暢連路                       | 8                | 欣盛苑             | 百和路               |
| 9        | 機場（地面運輸中心） | 機場（地面運輸中心）巴士總站 | 9                | 蓬瀛仙館（D2）     | 百和路               |
| 10       | 暢達路               | 暢達路                       | 10               | 基新中學           | 百和路               |
| 11       | 富豪機場酒店         | 暢達路                       | 11               | 嘉盛苑             | 百和路               |
| 12       | 青嶼幹線轉車站       | 北大嶼山公路                 | 12               | 華慧園             | 百和路               |
| 13       | 廣福邨               | 大埔公路－元洲仔段           | 13               | 上水站             | 新運路               |
| 14       | 廣福道               | 廣福道                       | 14               | 上水廣場           | 上水巴士總站         |
| 15       | 寶鄉橋               | 寶鄉街                       | 15               | 大埔公眾泳池       | 汀太路               |
| 16       | 安祥路               | 安祥路                       | 16               | 海寶花園           | 安慈路               |
| 17       | 大埔中心             | 大埔中心巴士總站             | 17               | 大埔中心           | 大埔中心巴士總站     |
| 18       | 安慈路               | 汀角路                       | 18               | 大埔文娛中心       | 安祥路               |
| 19       | 太和邨               | 大埔太和路                   | 19               | 廣福道             | 廣福道               |
| 20       | 上水站               | 新運路                       | 20               | 運頭角里           | 廣褔道               |
| 21       | 上水廣場             | 上水巴士總站                 | 21               | 廣福邨             | 大埔公路－元洲仔段   |
| 22       | 欣翠花園             | 百和路                       | 22               | 青嶼幹線轉車站     | 北大嶼山公路         |
| 23       | 嘉盛苑               | 百和路                       | 23               | 暢連路             | 暢連路               |
| 24       | 基新中學             | 百和路                       | 24               | 一號客運大樓       | 暢達路               |
| 25       | 粉嶺站（D1）         | 百和路                       | 25               | 暢達路             | 暢達路               |
| 26       | 景盛苑               | 百和路                       | 26               | 富豪機場酒店       | 暢達路               |
| 27       | 華心邨               | 百和路                       | 27               | 國泰城             | 駿明路               |
| 28       | 塘坑                 | 馬會道                       | 28               | 航膳西路           | 航膳西路             |
| 29       | 粉嶺中心             | 新運路                       | 29               | 駿運南路           | 駿運路               |
| 30       | 粉嶺名都（B1）       | 新運路                       | 30               | 機場空運中心       | 駿運路               |
| 31       | 粉嶺樓               | 沙頭角公路－龍躍頭段         | 31               | 亞洲空運中心       | 駿坪路               |
| 32       | 聯和墟球場           | 沙頭角公路－龍躍頭段         | 32               | 赤鱲角南路         | 赤鱲角南路           |
| 33       | 聯和墟巴士總站       | 聯和墟巴士總站               | 33               | 東涌纜車站         | 達東路               |
|          |                      |                              | 34               | 東涌站巴士總站     | 東涌站巴士總站       |

## 小資料
- 本線與日間路線A43對應，但因N43這個編號已被九巴節日通宵路線採用，所以採用N42A作為編號。
- 由於大欖隧道的隧道費高昂（雙層巴士單程收費HK$135），加上深宵北區的客量不足，故本線同時服務大埔區，並取道免費的城門隧道來往 （或者視乎情況改經青沙公路和昂船洲大橋）。

## 外部連結
龍運巴士
- 龍運巴士N42A線 （页面存档备份，存于）

其他
- 龍運巴士N42A線－i-busnet.com （页面存档备份，存于）
- 龍運巴士N42A線－681巴士總站 （页面存档备份，存于）